# 尤斯蒂娜·科瓦尔奇克
尤斯蒂娜·科瓦尔奇克（波蘭語：Justyna Maria Kowalczyk-Tekieli，1983年1月19日—），波兰女子越野滑雪运动员。她曾代表波兰参加2006年、2010年、2014年和2018年冬季奥林匹克运动会越野滑雪比赛，获得二枚金牌、一枚银牌和二枚铜牌。